# Første Mosebog
Første Mosebog (eller Genesis (hebraisk: בראשית, tr. Bereshit = "I begyndelsen"; græsk: Γένεσις Génesis = "Begyndelse"), er den første bog i Bibelen. Både den jødiske Tanakh og kristendommens Gamle Testamente, hvor den udgør første del af Pentateuken (de fem Mosebøger). Første Mosebog er kanonisk litteratur i kristendommen, jødedommen og i mindre grad islam.
Bogen er inddelt i 50 kapitler. De første 11 kapitler udgør urhistorie med beretningen om verdens og de første menneskers skabelse, syndefaldet og Adams og Evas udstødelse fra Edens have, Kains drab på sin broder Abel, Noas Ark og Babelstårnet.
De sidste 39 kapitler indeholder historierne om de tre patriarker: Abraham, Isak og Jakob. De beretter bl.a. om Guds udvælgelse af Abram, som kom til at hedde Abraham, og Guds løfte til Abraham om, at alle jordens folk ville blive velsignet gennem hans afkom (1 Mos 12,3), Sodomas og Gomorras udslettelse, Abrahams vilje til at ofre sin egen søn Isak. Og Jakobs kamp med englen. Bogen beretter også generelt om det israelittiske folks forhistorie. Bogen ender med, at efterkommerne af Jakob (også kaldet Israel) rejser til Ægypten, hvor de etablerer et godt forhold til farao.
Teksten tillægges traditionelt Moses, men det er blevet draget i tvivl. Flere teologer mener, teksten er sammensat af flere kilder. Emnet er i mange kredse stadig kontroversielt. Teksten indeholder det mytologiske grundlag og den narrative basis for mange nationale og religiøse institutioner i det klassiske Israel og er en introduktion til landets og folkets historie og traditioner.

## Indhold

### Skabelsen og syndefaldet (1 Mos 1-3)
"I begyndelsen skabte Gud himlen og jorden. Jorden var dengang tomhed og øde, der var mørke over urdybet, og Guds ånd svævede over vandene." Gud skaber dag og nat; hvælvingen "som skilte vandet under hvælvingen fra vandet over hvælvingen.", det tørre land og havene og planterne; solen, månen og stjernerne; havdyrene og fuglene, og på den sjette dag "alle slags levende væsener, kvæg, krybdyr og alle slags vilde dyr!" "Gud sagde: »Lad os skabe mennesker i vort billede, så de ligner os!...i Guds billede skabte han det, som mand og kvinde skabte han dem." På sabbatten, den syvende dag, hvilede han: "Gud velsignede den syvende dag og helligede den".

#### Adam og Eva
Gud former en mand "... af jord og blæste livsånde i hans næsebor, så mennesket blev et levende væsen." (1 Mos 2,7). Gud satte manden i Edens have og tillader ham at spise frugten af alle træerne, men "... træet til kundskab om godt og ondt ..." forbød Gud ham at spise af, "... for den dag du spiser af det, skal du dø!" Gud beslutter sig for at skabe en hjælper til manden fordi han er alene, og skaber: "... alle de vilde dyr og alle himlens fugle af jord, ... men han fandt ikke en hjælper, der svarede til ham." Derfor skaber Gud af mandens ribben en kvinde mens han sover, og da han vågnede sagde han: "Hun skal kaldes kvinde, for af manden er hun taget." "Adam og hans kvinde var nøgne, men de skammede sig ikke."
I haven møder kvinden slangen, som fortæller hende, at hun ikke vil dø, selv om hun spiser af træet: "Gud ved, at den dag I spiser af den, bliver jeres øjne åbnet, så I bliver som Gud og kan kende godt og ondt." Så kvinden spiser af frugten, og giver manden at spise. "Da åbnedes deres øjne, og de opdagede, at de var nøgne. Derfor syede de figenblade sammen og bandt dem om livet." Gud forbander slangen: "På din bug skal du krybe, og støv skal du æde, alle dine dage."; kvinden straffer han ved at hun skal føde børn i smerte, og at hendes mand skal herske over hende; og manden straffer han ved et liv i hårdt arbejde: "I dit ansigts sved skal du spise dit brød, indtil du vender tilbage til jorden." Manden giver kvinden navnet Eva, "... for hun blev mor til alle mennesker." "Og Gud Herren sagde: 'Nu er mennesket blevet som en af os og kan kende godt og ondt. Bare det nu ikke rækker hånden ud og også tager af livets træ og spiser og lever evigt!'", så Gud smider dem ud af Edens have og en kerub og et flammesværd bevogter indgangen.

### Kain og Abel (1 Mos 4)
Adam og Eva fik to sønner, Kain og Abel. Den første var agerdyrker, den anden fårehyrde. Begge bringer ofre til Gud, men Gud accepterer kun Abels, formentlig fordi Kain ikke bringer ofret af et oprigtigt hjerte. Kain myrder sin broder af misundelse, og da Gud spørger, hvad der er sket med hans broder, svarer han: ”Det ved jeg ikke. Skal jeg vogte min bror?” Gud forbander Kain: ”Når du dyrker jorden, skal den ikke mere give dig sin grøde. Fredløs og flygtning skal du være på jorden!” Kain frygter, at hvem der end vil møde ham, vil slå ham ihjel, men Gud sætter et mærke på ham med løftet: ”... hvis nogen slår Kain ihjel, skal det hævnes syv gange.” Kain slår sig ned i landet Nod, øst for Eden.

### Noa og Syndfloden (1 Mos 6-9)
Vred over menneskets ondskab udvælger Gud Noa, ”... en retfærdig mand, udadlelig blandt sine samtidige ...” og befaler ham at bygge en ark og at tage sin familie og eksemplarer af alle dyr med. Gud lader vandet regne i 40 dage og oversvømmer hele jorden (1 Mos 7). Efter 150 dage støder arken på grund på Ararats bjerg i det nuværende Tyrkiet, og efter 40 dages venten forlader Noa og hans familie sammen med alle dyrene arken. Gud laver derefter en pagt med Noa og hans efterkommere, hvor Gud lover aldrig at ødelægge hele jorden igen. Som tegn på, at Gud vil holde pagten, sætter han regnbuen på himlen (1 Mos 8).
Efter syndfloden planter Noa en vingård, drikker vinen, bliver beruset og falder i søvn. Kam, Noas søn, ser sin far nøgen; og da Noa vågner, forbander han Kams søn, Kana'an, hvor han siger at hans efterkommere i fremtiden skal være slaver for Sem og Jafet.

### Babelstårnet (1 Mos 11)
Folkene på jorden beslutter at bygge "... en by med et tårn, som når op til himlen, og skabe os et navn ..." i landet Sinear, "... for at vi ikke skal blive spredt ud over hele jorden." Men Gud tillader ikke mennesket dette. "Når de begynder at handle sådan, vil intet af det, de planlægger, være umuligt for dem. Lad os stige derned og forvirre deres sprog, så de ikke forstår hinanden." Og således bliver mennesket spredt over jordkloden, og byen "hedder [...] Babel, for dér forvirrede Herren sproget på hele jorden, og derfra spredte Herren menneskene ud over hele jorden."

### Abraham (1 Mos 11-20)
Første Mosebog 11 indeholder en slægtsbog med generationerne fra Sem til Tera. Tera forlader Ur i Kaldæa sammen med sin søn Abram, Abrams kone Saraj, og hans bror, Harans søn, Lot, og drager mod landet Kana'an. De slår sig sig ned i byen Karan midtvejs på rejsen i 205 år, hvor Tera dør. Gud siger til Abram:
| Citat | Forlad dit land og din slægt og din fars hus, og drag til det land, jeg vil vise dig. Jeg vil gøre dig til et stort folk og velsigne dig. Jeg vil gøre dit navn stort, og du skal være en velsignelse. Jeg vil velsigne dem, der velsigner dig, og den, der forbander dig, vil jeg forbande. I dig skal alle jordens slægter velsignes. | Citat |
|       | |       |

Så Abraham tager sin familie og sine ejendele og rejser til landet Kana'an, hvor Gud åbenbarer sig for Abram og siger "Jeg vil give dine efterkommere dette land."
Hungersnød tvinger Abram til at drage til Egypten, hvor Farao henter Abrams smukke kone Saraj til sit palads, fordi Abram har fortalt at hun er hans søster. Gud slår Farao og hans familie med plager, så han returnerer Saraj og udviser Abram og hans familie fra Egypten (1 Mos 12).
Abram vender tilbage til Kana'an, men skiller sig fra Lot pga. uenighed mellem Abram og Lots hyrder, fordi landet ikke kunne brødføde deres hjorde. Han giver Lot Jordandalen helt ned til Sodoma, hvis indbyggere "... var meget onde og syndede mod Herren." (1 Mos 13). Til Abram sagde Herren, "Se ud over landet, derfra hvor du står, mod nord og syd, mod øst og vest. Hele det land, du ser, vil jeg give dig og dine efterkommere for evigt. Jeg vil lade dine efterkommere blive som jordens støv; hvis nogen kan tælle jordens støv, kan også dine efterkommere tælles. Drag nu omkring i landet, så langt og bredt det er, for jeg giver det til dig."
Lot bliver taget til fange under en krig mellem kongen af Sinear og kongen af Sodoma og deres allierede, "... fire konger mod de fem." (1 Mos 14). Abram redder Lot og bliver ved hjemkomsten velsignet af præsten Melkisedek, kongen af Salem (som formentlig er det fremtidige Jerusalem). Abram afslår kongen af Sodomas tilbud om krigsbytte og svarer, "Jeg løfter min hånd til Herren, Gud den Højeste, skaberen af himmel og jord: Jeg vil ikke have noget af dit, ikke så meget som en tråd eller en sandalrem! Du skal ikke kunne sige: Jeg har gjort Abram rig!"
Gud slutter en pagt med Abram og lover, at Abrams efterkommere skal blive talrige som stjernerne på himlen, at de skal lide under et undertrykkende regime i et fremmed land i fire hundrede år, men at de skal arve landet "... fra Ægyptens flod til den store flod, Eufratfloden ..." (1 Mos 15).
Saraj fik ingen børn og opfordrer som en nødløsning Abram til at gå ind til hendes trælkvinde Hagar, der bliver gravid med Ismael. Men Saraj bliver jaloux og behandler hende så hårdt, at hun til sidst flygter ud i ørkenen. Her møder hun Herrens engel som siger, "Vend tilbage til din frue, og find dig i hendes behandling." Og englen fortsætter, "Jeg vil gøre dine efterkommere så talrige, at de ikke kan tælles. [...] Han skal blive et vildæsel af et menneske; hans hånd skal være vendt mod alle og alles hånd mod ham, han skal leve på tværs af alle sine brødre." (1 Mos 16).
I kapitel 17 udfoldes Guds pagt med Abraham for tredje gang. Gud siger til den nu 99-årige Abram, "Jeg indgår en pagt med dig, og du skal blive fader til en mængde folkeslag. Du skal ikke længere hedde Abram. Dit navn skal være Abraham, for jeg gør dig til fader til en mængde folkeslag. Jeg gør dig uhyre frugtbar; jeg gør dig til folkeslag, og konger skal nedstamme fra dig. Jeg opretter min pagt med dig og dine efterkommere i slægt efter slægt, en evig pagt: Jeg vil være din og dine efterkommeres Gud. Det land, hvor du nu bor som fremmed, hele Kana'an, vil jeg give dig og dine efterkommere til evig ejendom, og jeg vil være deres Gud." Gud giver også Saraj det nye navn, Sara, og indstifter omskæringen af alle af hankøn som et pagtstegn. Abraham siger til Gud, "Måtte Ismael leve for dit ansigt!", hvortil Gud svarer, "Nej, din kone Sara skal føde dig en søn, og du skal give ham navnet Isak."
Gud viser sig for Abraham igen. Tre fremmede kommer til Abrahams telt, og han modtager dem hjerteligt. Gud fortæller ham at Sara vil blive med barn og føde en søn inden for et år. Da Sara overhører samtalen griner hun: "Skulle jeg virkelig føle begær, efter at jeg er blevet affældig, og min herre er blevet gammel?" (1 Mos 18) Herren ved at Sara ler og spørger hende, hvorfor hun ler, og hun svarer "Jeg lo ikke," hvortil Herren siger: "Jo! Du lo!" Gud sender de to fremmede videre, og fortæller, at han vil gå videre til Sodoma og straffe byen, for der "... lyder et højt skrig fra Sodoma og Gomorra; deres synd er meget stor." Abraham indvender, at det ikke er retfærdigt at "... slå retfærdige ihjel sammen med uretfærdige," og spørger om hele byen kan blive skånet, hvis der bare er ti retfærdige mænd. Gud svarer: "For de tis skyld vil jeg lade være at ødelægge den."
De to fremmede bliver gæstfrit inviteret til at bo hos Lot. Mændene i Sodoma omringer huset og forlanger at få mændene udleveret så de kan voldtage dem; Lot tilbyder dem sine to døtre i stedet, men mændene afslår. Lot og hans familie flygter ud af byen, og Sodoma og Gomorra bliver ødelagt af "svovl og ild"; men da Lots kone ser sig tilbage, hvad Gud har forbudt, bliver hun forvandlet til en saltstøtte (1 Mos 19).

### Isak (1 Mos 21-24)
Sara føder Isak, og siger: "Gud har skabt latter for mig. Enhver, der hører det, må le ad mig". Saras vedholdende chikane af Ismael og hans moder, Hagar, tvinger dem til at flygte ud i ørkenen. Da Ismael er døden nær, taler en engel til Hagar og lover at Gud ikke vil glemme dem, men at Ismael vil blive stamfader til en stor nation, "Så åbnede Gud hendes øjne, og hun opdagede en brønd. Hun gik hen og fyldte sækken med vand og gav drengen noget at drikke. Gud var med drengen, og han voksede til og slog sig ned i ørkenen ..." Senere opretter Abraham en pagtslutning med Abimelek, som fastslår ejerforholdet til brønden i Beersheba.
Gud sætter Abraham på prøve, ved at kræve, at han ofrer sin eneste søn, Isak. Abraham adlyder; men idet han skal til at stikke kniven i sin søn, lyder Guds stemme fra himlen: "Abraham, Abraham! [...] Læg ikke hånd på drengen, og gør ham ikke noget! Nu ved jeg, at du frygter Gud og end ikke vil nægte mig din eneste søn." Da Sara dør, køber Abraham Makpelas hule som familiegravsted, og sender sin tjener til Mesopotamien, Nakors hjem, for at finde en kone til Isak blandt sin familie; og Rebekka, Nakors barnebarn, bliver udvalgt. Abraham får flere børn med konen Ketura, hvis efterkommere er midjanitterne, og han dør i en høj alder, og bliver begravet i familiegravstedet i Hebron.

### Jakob (1 Mos 25-36)
Rebekka er barnløs, men Isak beder til Gud om, at hun må kunne føde børn, og Gud bønhører ham, og hun føder tvillingerne Esau og Jakob. Mens tvillingerne stadig var i moderens mave, forudsagde Gud, at de to ville være for evigt adskilt, og at den ældre skulle tjene den yngre; og siden sælger jægeren Esau sin førstefødselsret til Jakob for en portion nudler, og "... Derfor kaldes han Edom." (1 Mos 25)
Isak præsenterer sin kone Rebekka som sin søster for Abimelek, kongen af Gerar. Abimelek hører om bedrageriet og bliver vred. Isak har fremgang i alt, hvad han gør i landet, og hans blomstrende magt truer Abimelek, som sender ham væk; men kongen ser, at Isak er velsignet af Gud og laver en pagt om brønden i Beersheba igen, som sin far.
Jakob snyder sin far, Isak, og modtager faderens velsignelse som Esau ellers skulle have haft. Af frygt for Esaus vrede flygter Jakob til Karan, hvor hans morbror, Laban, bor. Isak forbyder Jakob at blive gift med en kana'anæisk kvinde og opfordrer ham til at gifte sig med en af Labans døtre. På vejen falder Jakob i søvn, med en sten som hovedpude og drømmer om en stige til himlen fyldt med engle, og Gud lover ham fremgang og mange efterkommere; og da han vågner rejser han stenen som støtte, og navngiver stedet Betel.
Jakob tilbyder sin arbejdskraft til Laban på betingelse af, at han efter syv års tjeneste som hyrde må gifte sig med den yngste datter, Rakel, som han er forelsket i. Efter syv år fejres der bryllup, men efter bryllupsnatten finder Jakob ud af, at Laban har snydt ham ved at give ham hans ældste datter, Lea. Han forklarer, at det er skik og brug hos dem, at den ældste bliver gift først. Jakob gifter sig derefter med Rakel med den betingelse, at han vil arbejde syv år mere hos Laban. Jakob får børn med begge sine koner og begge deres trælkvinder, og de bliver stamfædre til stammerne i Israel. Jakob fortsætter sit arbejde endnu seks år hos Laban og bedrager ham ved at øge sin mængde af dyr på bekostning af Labans dyr. Han opnår stor rigdom som får, geder, kameler, æsler og slaver, fordi Gud velsigner ham. Jakob flygter med sin familie og sine dyr fra Laban; Laban forfølger ham og indhenter ham, men Gud advarer Laban mod at gøre Jakob noget, og de bliver forsonet. (1 Mos 29-31)
Da Jakob nærmer sig sit hjemland, frygter han at møde Esau, som han frasnød sin fars velsignelse. Han sender gaver i forvejen og sender derefter sin familie af sted. "Jakob var nu alene tilbage. En mand gav sig i kamp med ham, lige til det blev lyst." Hverken Jakob eller den fremmede kan udholde kampen, men manden slår Jakob på hoften og slår den af led og beder om at blive løsladt inden dagen gryr, men Jakob nægter, indtil han indvilger i at velsigne Jakob; den fremmede siger da, "Du skal ikke længere hedde Jakob, men Israel, for du har kæmpet med Gud og mennesker, og du har sejret." "Jakob kaldte stedet Penuel, »for jeg har set Gud ansigt til ansigt og har reddet livet«. Netop da han gik forbi Penuel, stod solen op; og han haltede på grund af hoften." (1 Mos 32)
Mødet med Esau ender godt, og brødrene bliver forsonet. Brødrene deler sig, og Jakob slår sig ned ved Sikem. Jakobs datter, Dina, går ud, og "... Sikem, der var søn af fyrsten i landet, hivvitten Hamor, så hende; og han greb hende, lå med hende og voldtog hende." Sikem spørger Jakob om Dinas hånd, men Jakobs sønner bedrager ham og mændene i Sikem og nedslagter dem og tager kvinder og børn som fanger og brænder byen ned som hævn for Dina. Jakob bliver vred på sine sønner, fordi de har skabt fjendskab mellem ham og kana'anæerne, men sønnerne svarer: "Skulle han have lov til at behandle vores søster som en skøge?" (1 Mos 33-34)
Jakob drager op til Betel, hvor Gud siger: "Dit navn er Jakob; men nu skal du ikke længere hedde Jakob. Dit navn skal være Israel." Så Jakob rejser en stenstøtte og giver stedet navnet Betel. Han drager da op til sin far i Hebron hvor Isak dør og de to brødre begraver deres far. (1 Mos 35)
Første Mosebog 36 er en slægtstavle over Esaus, også kaldet Edoms, slægt. Den beskriver kongerne over landet Edom.
Jakobs søn Juda tager en kana'anæisk kone og får to sønner , Er og Onan; Er dør, og hans enke Tamar, forklædt som en prostitueret, forfører Juda til at få et barn med sin søns enke. Hun føder tvillinger, og ham der kommer først til verden er Zera, forfader til den fremtidige David.

### Josef (1 Mos 37-50)
Jakob laver en ”ærmekjortel” til sin yndlingssøn, Josef. Josefs brødre bliver jaloux og sælger ham til en karavane af ismaelitter, som kommer forbi. De viser sønnens kjortel til deres far indsmurt i blod fra en ged, som bevis for at han er død. Imens rejser karavanen videre og sælger Josef som slave til Potifar, kaptajnen for Faraos personlige livgarde (1 Mos 37). Men Potifars kone beskylder Josef for at gøre tilnærmelser til hende, fordi hendes forsøg på at forføre ham mislykkes. Den uskyldige Josef bliver kastet i fængsel (1 Mos 39). I fængslet tolker han to medfangers drømme rigtigt, og bliver kendt som drømmetyder. Josef bliver kaldt op til Farao for at tyde hans drøm om 7 smukke og velnærede køer og 7 grimme og magre køer, forstået som ”... syv år med stor overflod i hele Ægypten. Efter dem kommer syv hunger-år, så al overfloden bliver glemt i Ægypten, for hungersnøden vil gøre det af med landet.” Han råder Farao til at lægge mad til side i årene med overflod. Han bliver udnævnt til nummer to i riget efter Farao, og under hungersnøden kom hele jordens befolkning ”... til Ægypten for at købe korn hos Josef, for hungersnøden var hård på hele jorden (1 Mos 41).
Jakob sender sine sønner til Ægypten for at købe korn. Brødrene mødes med Josef, som genkender dem, men giver sig ikke til kende for dem. Efter at have prøvet brødrene på denne og en anden rejse til Ægypten, og hvor de har fremstået som frygtfulde og underdanige så selv Juda tilbyder sig selv som slave, viser Josef sin identitet, tilgiver sine brødre det onde de gjorde ved ham, og tilbyder dem at slå sig ned i Egypten sammen med deres far (1 Mos 42-45). Jakob bringer hele sin familie til Ægypten, til landet Goshen, som Farao tilbyder dem (1 Mos 46-47). Jakob tager imod Efraim og Manasse som sine egne sønner og samler sine sønner ved sit dødsleje og velsigner dem hver især. Jakob dør og bliver begravet i familiegravstedet i Makpelas hule i Hebron. På Josefs dødsleje spørger han sine brødre om de vil sørge for, hvis Gud fører dem tilbage til Israel, at medtage hans rester og begrave dem i Israel. Bogen slutter med at Josefs rester bliver ”... balsameret og lagt i kiste i Ægypten.” (1 Mos 50).